# Carpa de circ

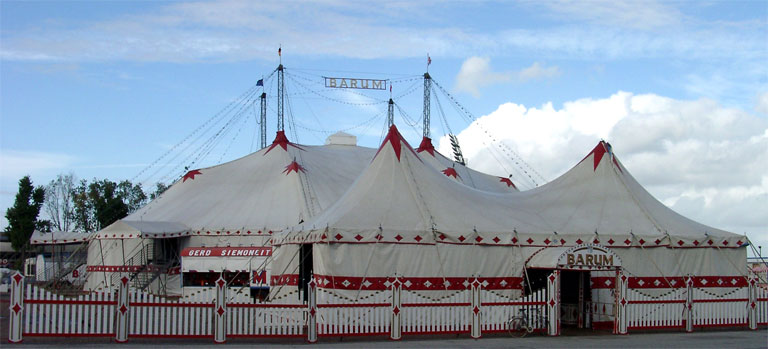
Una carpa de circ

Una carpa de circ (del quítxua  Karpa ) és un  tendal de grans dimensions usat com un edifici temporal. Per molts anys han estat usades a circ s per albergar el públic assistent i als l'espectacle en si: també s'usen en un altre tipus d'espectacles, fires, banquets, casaments grans o esdeveniments d'índole hospitalària, per enfrontar catàstrofes o altres desastres (botiga de hospital de campanya). A Amèrica, és el terme utilitzat comunament per denominar les tendes de campanya. també es van utilitzar durant principis del segle XX per a funcions de teatre ambulant
Tradicionalment es construeixen de lona, de polietilè o, per a major resistència, de PVC. Hi ha carpes disponibles en diverses mides: des d'uns 6 metres fins a 9 o 45 metres. El seu cost en general sol ser car i requereixen d'un equip especialitzat capaç de muntar i armar la carpa.